# Byline
En byline er det sted i et journalistisk værk, hvor man angiver skribenten, fotografen og/eller illustratorens navn. Ordet kommer af engelsk og relaterer sig til den skrevne presse, hvor by betyder "af" og line betyder "linje" – altså den linje, hvor der står "Af".

## Form og placering
De forskellige medier har i tillæg til de juridiske regler egne normer for, hvornår en artikel forsynes med byline, og hvordan den fremstår ifht. indhold og typografi. Den mest almindelige byline består i sin rene form af ordet "af" efterfulgt af skribentens navn. Enkelte skribenter bliver dog benævnt med et kaldenavn, eksempelvis dagbladet Politikens skribent Ninka (alias Anne Wolden-Ræthinge).
I de senere år er det blevet mere og mere almindeligt, at en byline inkluderer skribentens e-mail-adresse, så læseren let kan reagere på artiklen, f.eks. med en kommentar eller et tip, der kan give anledning til nye vinkler på relaterede emner. Eksempel:
Af Jens Jensen, jens@example.org
Byline er typisk placeret mellem underrubrikken og brødtekstens begyndelse eller som afslutning på artiklen, hvor byline på den måde får karakter af en signatur. Oftest vil typografien adskille sig fra brødteksten.

## Juridisk betydning
Skribentens byline (eller mærke) har dels juridisk betydning for ophavsretten, dels for ansvaret for tekstens indhold.
Ifølge loven om ophavsret har skribenten krav på at blive navngivet. For at være omfattet af loven, skal teksten dog have værkshøjde. Det er en af forklaringerne på, at korte tekster oftest ikke er forsynet med byline. Skyldes den manglende byline alene pladshensyn, kan skribenten dog anvende et mærke i stedet, hvilket vil have samme juridiske gyldighed både ifht. ophavsret og medieansvar.
Skulle der opstå strid om indholdet i en journalistisk artikel, kan brugen af byline få betydning for et evt. straf- eller erstatningsansvar i henhold til Medieansvarsloven.
Der er tre aktører i sådanne stridigheder:
- Den citerede kilde er medansvarlig for sine udtalelser, hvis han i øvrigt er korrekt citeret. I praksis er kilden dog som udgangspunkt eneansvarlig. Det skyldes ikke mindst en dom fra Den Europæiske Menneskerettighedsdomstol i den såkaldte Grønjakkesag Arkiveret 11. marts 2007 hos  Wayback Machine. I 1994 frikendte domstolen journalist Jens Olaf Jersild for anklagen om at have medvirket til udbredelse af racistiske udtalelser, efter at han havde lavet et indslag til TV-Avisen 21. juli 1985, hvor en gruppe unge fremsatte racistiske udtalelser. Journalisten blev i første omgang dømt for at medvirke til udbredelse af racisme i byretten, hvis dom senere blev stadfæstet både i Østre landsret og i 1989 i Højesteret.
- Forfatteren vil være hovedansvarlig for teksten, forudsat at han er navngivet enten ved sit eget navn eller ved brug af pseudonym.
- Den ansvarshavende chefredaktør kan i en række tilfælde have et medansvar. I de tilfælde, hvor der hverken er anvendt byline eller anden form for mærke, vil han være eneansvarlig.